# Porte de Clignancourt
Pour l’article homonyme, voir Porte de Clignancourt (métro de Paris).
La porte de Clignancourt, parfois appelée porte Ornano, est l'une des 17 portes percées dans l'enceinte de Thiers, une fortification édifiée au milieu du XIXe siècle pour protéger Paris, en France.

## Situation et accès
La porte de Clignancourt est aujourd'hui une entrée importante située au nord de Paris, en limite de Saint-Ouen, desservie par le boulevard périphérique et la nationale 14.
La ligne 4 du métro de Paris y a son terminus. Depuis le 24 novembre 2018, elle est également desservie par la ligne 3b du tramway d'Île-de-France.

## Historique
Le 7 août 1918, durant la première Guerre mondiale, un obus lancé par la Grosse Bertha explose sur les fortifications entre les portes Montmartre et de Clignancourt sur le côté Saint-Ouen.

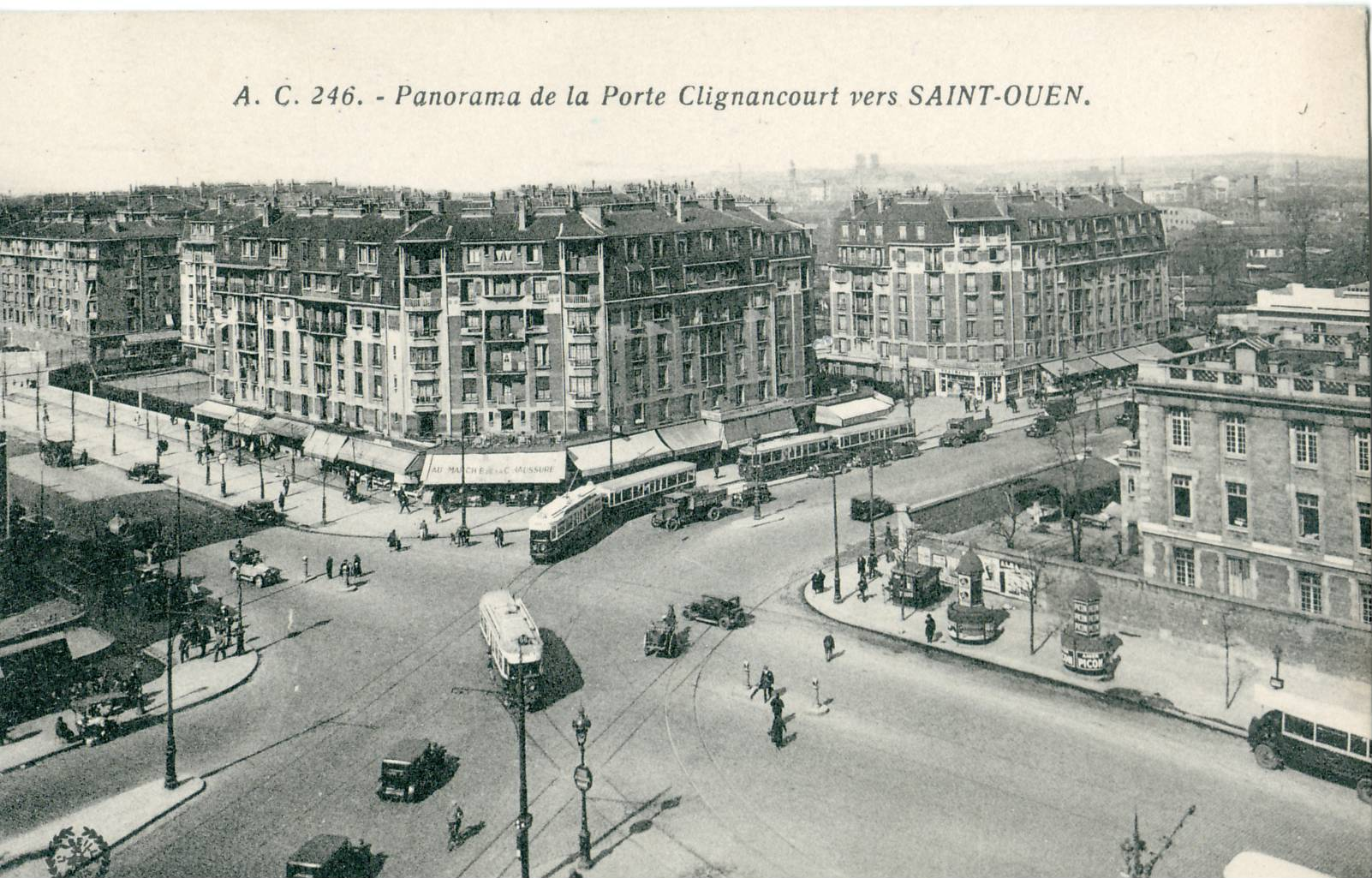
La porte de Clignancourt dans les années 1930. La vue est prise vers Saint-Ouen, sur l'ancienne zone des fortifications de Paris, où ont été construites les HBM à gauche du cliché. Les tramways, sans doute de la STCRP, ont été supprimés au milieu des années 1930.

Cette enceinte, détruite après la Première Guerre mondiale, bénéficiait d'un espace inconstructible, la Zone, qui a été urbanisée dans l'entre-deux-guerres, notamment par la construction des HBM de la Ville de Paris. 
C'est à la porte de Clignancourt que l'« ennemi public numéro un », Jacques Mesrine, fut abattu le 2 novembre 1979, afin qu'il ne s'engage pas sur le périphérique.

## Bâtiments remarquables et lieux de mémoire
- Les puces de Saint-Ouen commencent à la porte de Clignancourt et l'historique stade Bauer du Red Star FC à proximité.

## Art
- Porte de Clignancourt, huile sur toile d'André Marchand conservée par le Musée d'art moderne de la ville de Paris.